# Denkanikottai
Denkanikottai es una ciudad y nagar Panchayat situada en el distrito de Krishnagiri en el estado de Tamil Nadu (India). Su población es de 24252 habitantes (2011).

## Demografía
Según el censo de 2011 la población de Denkanikottai era de 24252 habitantes, de los cuales 12325 eran hombres y 11927 eran mujeres. Denkanikottai tiene una tasa media de alfabetización del 76,83%, inferior a la media estatal del 80,09%: la alfabetización masculina es del 82,05%, y la alfabetización femenina del 71,47%.